# شکریات
شکریات، روستایی از توابع بخش مشراگه شهرستان رامشیر در استان خوزستان ایران است؛ دهیار این روستا آقای حسن حمید و شورای این روستا آقایان علی حمید و احمد حمید هستند.
اکثر ساکنان این روستا حمید هستند. روستای شکریات یکی از  چند روستای بزرگ شهرستان رامشیر می‌باشد مرحوم حاج عزت الله در تاریخ ۱۳۱۵/۳/۴ در روستای شکریات از توابع شهرستان رامشیر چشم به جهان گشود ،پدر ایشان بنیان گذار روستای شکریات بودند.
حاج شیخ عزت الله فردی شاعر، دانا و خردمند بود که توانست بسیاری از مشکلات طایفه ای و عشایری را حل و فصل کند و برای هم نوعان خود خدمت زیادی انجام دادند. همچنین وی محب اهل بیت علیهم السلام بودند  که هرساله مراسمات مختلفی از قبیل مراسم سوگواری محرم و روضه خوانی در حسینه ایشان برگزار می شد.وی یکی از بزرگان و سرشناسان طایفه الحمید در خوزستان و خارج از استان بود  و به همین دلیل در بین مردم بسیار معروف و محبوب بودند.
از صفات آن مرحوم میتوان به شعر و شاعری،دانایی و خردمندی،دلسوزی و کمک به نیازمندان اشاره کرد  ،  و  انسانی  به شدت مهمان نواز ، همچنین ایشان چندین قطعه زمین جهت احداث مسجد. حسينيه. دهیاری.و ساخت منازل به هم روستاییان خود اهداء نموده که این صفات را از پدر ایشان یعنی مرحوم حاج‌ راشد به ارث بردند.
وفات حاج عزت الله در تاریخ ۱۳۹۸/۶/۲۳ و مرقد ایشان در روستای شکریات میباشد.

## جمعیت
این روستا در دهستان آزاده قرار دارد و براساس سرشماری مرکز آمار ایران در سال ۱۳۸۵، جمعیت آن ۷۷۱ نفر (۱۴۹خانوار) بوده‌است.